# Sulfonsyre
En sulfonsyre er i organisk kemi en klasse af organosvovl forbindelser med den generelle molekylformel RS(=O)2–OH, hvor R er en organisk alkyl- eller aryl-gruppe og S(=O)2–OH-gruppen en sulfonyl-hydroxid. En sulfonsyre opfattes som en svovlsyre med en hydroxyægruppe erstattet med en organisk substituent. "Hovedstoffet" (med den organiske substituent erstattet af hydrogen) er hypotetisk svovlsyrling. Salte eller estere af sulfonsyre kaldes sulfonater.